# Herbert Dullien
Kurt Herbert Erich Wolfgang Dullien (* 29. Juni 1903 in Szibben; † 1982) war ein deutscher Volkswirt, nationalsozialistischer Funktionär und Industrieller.

## Leben
Herbert Dullien war Sohn eines Amtsgerichtsrats und ein jüngerer Bruder von Reinhard Dullien. Er studierte Volkswirtschaft und wurde zum Dr. rer. pol. promoviert. Seit 1925 gehörte er der Innsbrucker akademischen Burschenschaft Brixia an.
Ab 1931 war er für die im Frühjahr gegründete Lübeckische Gesellschaft für Reichsreformfragen e. V.  als Geschäftsführer tätig. Diese setzte sich in den Diskussionen zur Stellung Lübecks im Reich für eine preußische oder Ostsee-Lösung unter Einbeziehung Schleswig-Holsteins und Mecklenburgs ein – im Gegensatz zur Hamburg-Lübeck-Gesellschaft von Kurt Vermehren, die ein Zusammengehen mit Hamburg anstrebte.
Dullien gehörte zu den Anhängern des österreichischen Nationalökonomen, Soziologen und Philosophen Othmar Spann, dem später so genannten Spannkreis. 1933 versuchte er in einem Artikel der Braunen Wirtschaftspost, dem Organ des Instituts für Ständewesen nachzuweisen, dass der von Spann vertretene Universalismus mit dem Nationalsozialismus wesensverwandt sei.
Nach der Machtübernahme der Nationalsozialisten in Lübeck ernannte ihn der Reichskommissar Friedrich Völtzer, zuvor Syndikus der Lübecker Gewerbekammer, am 11. März 1933 zum Kommissar zu seiner besonderen Verwendung. Ende März schickte ihn Völtzer als Nachfolger des zurückgetretenen Ernst Meyer-Lüerßen nach Berlin, wo er bis zur Ernennung von Werner Daitz im Mai kommissarischer Gesandter beim Reich und Stimmführer beim Reichsrat war. Nach der Ernennung von Daitz blieb Dullien ständiger stellvertretender Bevollmächtigter Lübeck beim Reichsrat bis zu dessen Aufhebung am 14. Februar 1934.
1934 kam er nach Lübeck zurück als Geschäftsführer der neu gegründeten Berlin-Lübecker Maschinenfabriken Bernhard Berghaus in Lübeck. Er war verantwortlich für den Aufbau der Produktionsstätten am Glashüttenweg, in denen vor allem Gewehre (Karabiner 98k, Gewehr 41, Gewehr 43 (K43)) hergestellt wurden und in denen im Zweiten Weltkrieg Hunderte von Zwangsarbeitern beschäftigt waren. Seine Prokura erlosch 1948.
1952 wurde er in den Vorstand der Barmag berufen, wo er die kaufmännische Leitung übernahm und aus dem er 1970 aus Altersgründen ausschied. Zeitweise war er auch Chairman der American Barmag Corp. in Charlotte, N.C. Er lebte in Remscheid.
Herbert Dullien war seit dem 29. März 1934 verheiratet mit Karla, geb. Cornils (* 1909).

## Werke
- Das Wirtschaftsgebiet Nordmark in: Nordmark: die Ostseelösung für Schleswig-Holstein, Lübeck, Mecklenburg: eine Denkschrift zur Reichsreform. Rendsburg, Möller 1931, S. 34–50
- Die ganzheitliche Volkswirtschaftslehre. Berlin; Wien: Erneuerungs-Verlag 1934 (Bücherei des Ständestaates 7)